# المرولة السفلى (الحيمة الداخلية)

تعديل مصدري - تعديل

المرولة السفلى هي إحدى قرى عزلة بني يوسف بمديرية الحيمة الداخلية التابعة لمحافظة صنعاء، بلغ تعداد سكانها 141 نسمة حسب تعداد اليمن لعام 2004.